# Андромеда XIX
Андроме́да XIX (And XIX) — карликовая галактика-спутник Галактики Андромеды. Является членом Местной группы, в которую входит и Млечный Путь. Андромеда XIX считается «самой протяжённой карликовой галактикой, известной в Местной группе»; её радиус, измеренный по изофоте половинной яркости от центра, составляет 1,7 килопарсек (кпк). Обнаружена с помощью Телескопа Канада-Франция-Гавайи.

## История
Обзор, проведённый с помощью камеры Megaprime/MegaCam 1 deg2 на телескопе Канада-Франция-Гавайи (CFHT), картировал четверть гало галактики Андромеды до ~150 кпк. Обзор, подтвердивший клочковатость звёздного гало М31, выявил несколько новых карликовых галактик — спутников М31, включая And XI, XII, XIII, XV, XVI, XVIII, XIX и XX.